# National Television Standards Committee

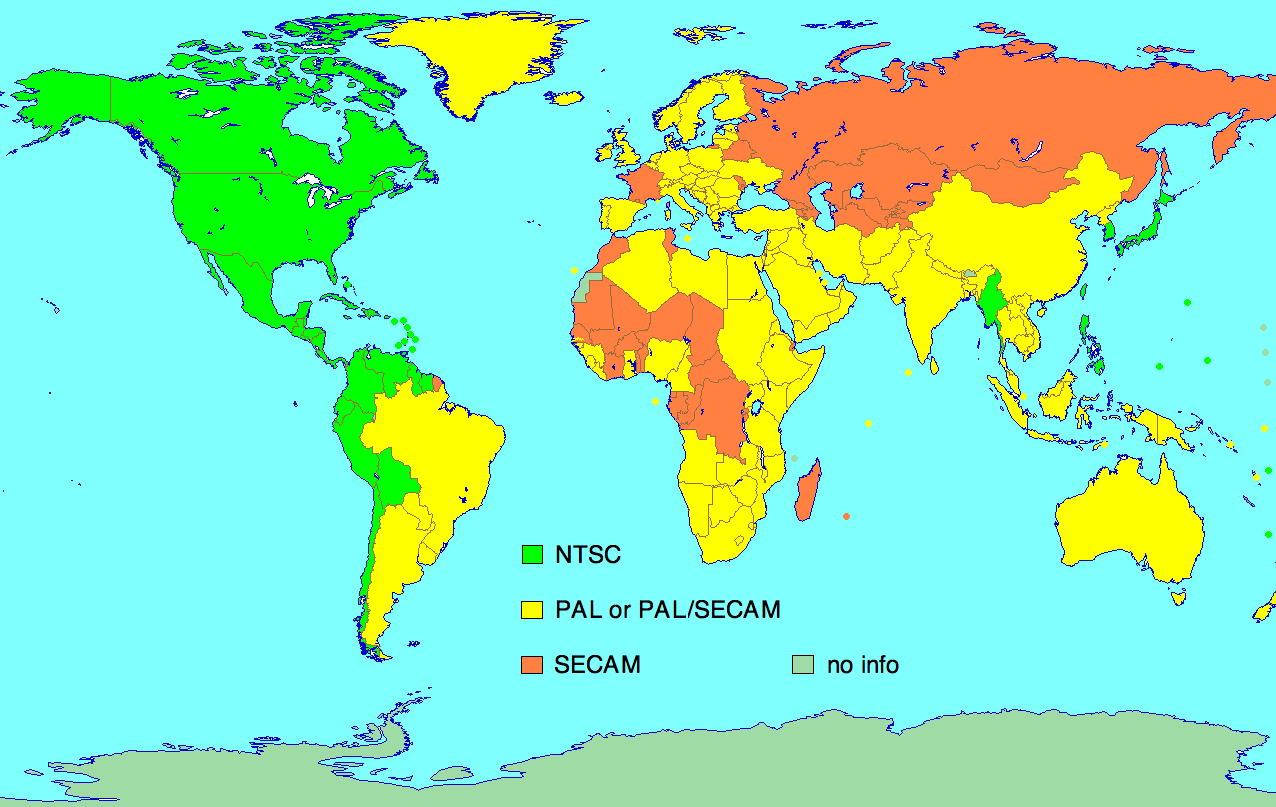
NTSC
PAL, of stapt over naar PAL
SECAM
geen informatie

National Television Standards Committee (NTSC) is een analoge norm voor kleurentelevisie. NSTC wordt voornamelijk gebruikt in Noord-Amerika, een deel van Zuid-Amerika en Japan. De norm werd in 1954 geïntroduceerd.
Gezien de stand van de techniek in die tijd mag NTSC als een zeer geavanceerd systeem worden beschouwd. De Europese kleursystemen PAL en SECAM zijn beter, maar die zijn dan ook veel later ingevoerd.

## Werking
Aan de gewone (zwart/wit) beelddraaggolf worden twee signalen toegevoegd: de kleurverschilsignalen. Deze twee signalen, rood minus helderheid en blauw minus helderheid, worden samen in kwadratuurmodulatie op een nieuwe kleurendraaggolf uitgezonden. Bij kwadratuurmodulatie wordt de draaggolf zelf echter onderdrukt, terwijl deze wel benodigd is voor de ontvangst. Dit is een voordeel omdat de draaggolf zich binnen de videobandbreedte en dus in het zichtbare spectrum bevindt en storend in beeld zou zijn. In de ontvanger wordt met behulp van een kristaloscillator de benodigde draaggolf opgewekt en aan het kleursignaal toegevoegd. Om ervoor te zorgen dat de kleuren juist worden weergegeven, moet deze draaggolf goed synchroon zijn met de kleurendraaggolf in de zender. Hiervoor wordt een salvo (burst) uitgezonden in het niet zichtbare deel aan het begin van iedere beeldlijn, op de achterstoep na de synchronisatiepuls. De burst zorgt voor de synchronisatie met de nieuw opgewekte draaggolf, zodat na demodulatie en combinatie met het helderheidssignaal de juiste kleuren kunnen worden weergegeven.
Het NTSC-signaal wordt meestal gecombineerd met televisiesysteem M, dat wil zeggen: 525 lijnen (waarvan ca. 480 zichtbaar zijn), interlaced, 29,97 beelden per seconde, kleurendraaggolf op 3,58 MHz. De geluiddraaggolf bevindt zich op 4,5 MHz. Type modulatie voor de beelddraaggolf: geïnverteerde amplitudemodulatie; type modulatie voor de geluiddraaggolf: frequentiemodulatie. De combinatie van M en NTSC noemt men NTSC-M. NTSC wordt echter ook wel met andere systemen gecombineerd: zie Kleurcombinaties in televisiesystemen. 
In de digitale wereld betekent NTSC een beeldformaat van 720 × 480 beeldpunten en 29,97 beelden per seconde. De andere parameters hebben daar geen betekenis.

## Kleurfouten
Bij NTSC leidt een fout in de fase van de kleurdraaggolf tot een verandering van de weergegeven kleuren. Vooral bij ontvangst door de vrije ruimte, waarin de looptijd tussen zender en ontvanger kan variëren, treden fasefouten op die niet automatisch kunnen worden gecorrigeerd. Handmatig kan men de kleur bijstellen (met een knopje Hue of tint control).
Nieuwere apparatuur heeft een ingebouwde kleurcorrectie, die werkt op een aantal vaste kleuren die in beeldlijn nummer 19 (onzichtbaar boven in beeld) van ieder frame worden uitgezonden: zwart, 50% grijs en huidkleur. Dit principe heet Vertical-Interval-Reference (VIR).

## Varia
- De afkorting NTSC wordt schertsenderwijs ook wel als Never The Same Color uitgelegd, vanwege de tekortkomingen in de kleurweergave van het systeem, vergeleken met de Europese kleursystemen.